# Bomarea euryantha
Bomarea euryantha är en alströmeriaväxtart som beskrevs av Alzate. Bomarea euryantha ingår i släktet Bomarea och familjen alströmeriaväxter. Inga underarter finns listade i Catalogue of Life.